# Ali-paša Gusinjski
Ali-paša Gusinjski (1828. – 1885.) (alb. Ali Beg Shabanagaj, Ali Pashë Gucia; crnogorski: Ali-Paša Gusinjski, Али-паша Гусињски) bio je albanski vojni zapovjednik i jedna od čelnih osoba Prizrenske lige. Njegova se vlast prostirala na području koje se nalazi u istočnoj Crnoj Gori. Albanci ga više poznaju kao Ali pashë Gucia. Vodio je albanske postrojbe Prizrenske lige protiv Kneževine Crne Gore u bitci kod Novšića (alb. Nokshiq), kod Grude.

## Životopis
Ali-paša Gusinjski rodio se 1828. u Gusinju. Završio je vojnu školu u Carigradu. Bio je članom Prizrenske lige. Zapovijedao je njenim postrojbama u borbama protiv Osmanskog Carstva nakon Berlinskog kongresa, kad su područja koja su naseljavali Albanci dodijeljena Crnoj Gori.
Nakon sraza s osmanskim snagama, Ali-paša je uhićen. Pušten je na slobodu nakon što je sultan proglasio opću amnestiju te je postao mutesarifom (upraviteljem sandžaka) Peći. Ubili su ga 1885. godine agenti osmanske vlade u Rugovskoj klisuri.

## Lahuta e Malcis
Albanski ep Lahuta e Malcis odnosno Gorska gusla Ali-pašu Gusinjskog prikazuje kao vatrenog junaka. Središnjim je junakom je 8. canta te je jednim od važnih figura 9. canta